# Abierto Mexicano de Tenis 1997
L'Abierto Mexicano de Tenis 1997, conosciuto anche con il nome di Abierto Mexicano Telcel 1997 per ragioni di sponsorizzazione, è stato un torneo di tennis giocato sulla terra rossa. È stata la 5ª edizione del torneo, facente parte della categoria World Series nell'ambito dell'ATP Tour 1997. Il torneo si è giocato a Città del Messico in Messico, dal 20 al 26 ottobre 1997.

## Campioni

### Singolare
Francisco Clavet ha battuto in finale  Joan Albert Viloca, 6-4, 7–6(7)
- È stato il 1º titolo in singolare per Clavet della stagione, nonché il suo 4º titolo in carriera.

### Doppio
Nicolás Lapentti /  Daniel Orsanic hanno battuto in finale  Luis Herrera /  Mariano Sánchez, 4-6, 6-3, 7-6